# Pleașa (okręg Vâlcea)
Pleașa – wieś w Rumunii, w okręgu Vâlcea, w gminie Vlădești. W 2011 roku liczyła 47 mieszkańców.